# 이베리아반도의 선사 시대

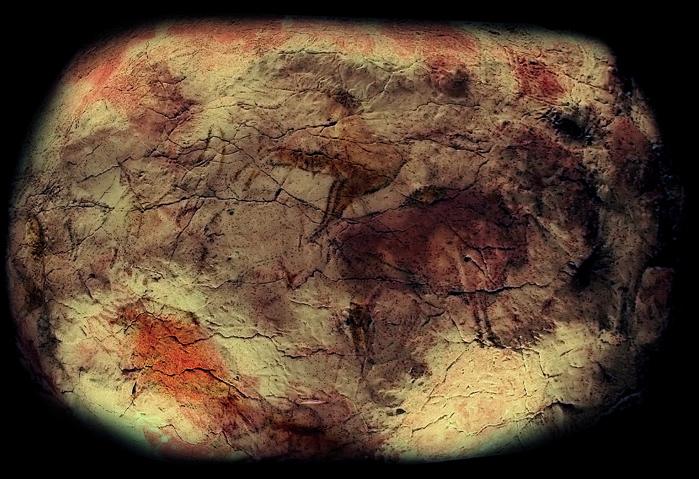
알타미라 동굴 벽화

선사시대의 이베리아반도는 최초의 사람족이 120만 년 전쯤 도착하면서 시작되었으며 역사서에 등장하기 시작한 것은 포에니 전쟁 때로 이 때에 즈음하여 선사시대가 끝난다. 긴 시간 동안 네안데르탈인이 머물었으며 스페인은 거의 마지막 단계의 거처다. 남부 프랑스와 함께 문화가 꽃피어 서유럽에서 가장 이른 문명이 시작되었고 전략적 요충지이자 광물이 풍부하여 많은 부족들이 유입되었다.

## 구석기 시대
이베리아반도에 처음의 사람족 거주는 구석기 시대부터이다. 초기 사람족 유해는 여러 도시에서 발견된 바 있으며 네안데르탈인 또한 많이 발견됐다. 호모 사피엔스는 구석기 시대에 처음으로 이베리아반도에 거주하기 시작했다. 네안데르탈인과 다른 인종이 거주하기 시작하면서 결국에는 네안데르탈인은 멸종하고 근대의 인종과 가까운 원류가 이후에 줄곧 거주한다.
이베리아반도에는 선사시대 도시가 많았다. 대다수는 아타푸에르카 지역에 있으며 석회석이 풍부한 지역으로 수백년 동안 인종이 거주했던 흔적이 남아있다. 이 가운데 6 사람족의 골격이 발견된 그란 돌리나 동굴이 있으며 그 연대는 78만 년에서 120만 년 전인 것으로 추정된다. 1994년에 발견됐다. 전문가들은 이 두개골이 호모 에렉투스, 호모 헤이델베르겐시스인지 아니면 새로운 종인 호모 안테세소르인지에 대해 논쟁하고 있다. 그란 돌리나 동굴에서 조사자들은 동굴에서 동물을 잡은 도구와 가장 초기의 식인에 대해서도 증거를 확보했다. 불을 사용했던 흔적은 육식을 했음을 시사한다.
아타푸에르카에는 "뼈 무덤"(스페인어: Sima de los Huesos)도 발견됐다. 발굴자들은 40만 년 전의 유골을 발견했으며 이는 호모 헤이델베르겐시스 혹은 네안데르탈인의 조상일지도 모른다고 추정되고 있다. 돌도끼 이외에는 거주의 흔적이 발견되지 않았으며 모든 유골의 흔적인 비교적 젊은 성인과 10대의 것으로 밝혀졌다. 이 유골 무덤들은 연령대가 유사하다는 것으로 보면 우연이 아님을 보여준다. 따라서 유골이 대량으로 묻혀 있었다는 것은 거주지가 부족했다거나 하는 다른 이유로 의식을 위해 강제로 묻혀진 것으로 추정된다. 이 흔적은 사람족의 매장 문화를 보여주는 초기 단계의 예이다.

기원전 200,000년 경 전기 구석기 시대에 네안데르탈인이 이베리아반도에 들어왔고 기원전 7만년쯤인 중기 구석기 시대에는 마지막 빙하기 시대가 열려 네안데르탈인의 무스티에 문화가 태동했다. 35,000년에 들어 후기 구석기 시대가 시작되면서 네안데르탈인의 샤텔페로니아 문화기가 시작했다. 남부 프랑스에서 시작되어 퍼진 이 문화는 북부 이베리아로 이어졌고 기원전 280,000년을 경계로 하여 네안데르탈인은 멸종하고 마지막 피난처는 현재의 포르투갈이 된다.
네안데르탈인의 흔적은 이베리아반도에서 여러 곳 발굴되었으며 1848년 스페인에서 최초로 발견되었다. 네안데르탈인은 1856년 독일의 네안데르탈에서 발견되기 이전까지 독립된 인종으로 취급되지 않았으므로 이 때에는 학계의 관심이 어느 수준에서 더 진전되지 못했었다. 지브롤터에서 1848년 상당 부분의 발견이 이뤄졌으며 이 때 4살 박이 아이의 두개골과 조개껍질 위에 배설물이 있었음이 밝혀졌다.
1995년 사파라야에서 네안데르탈인 계열과 무스티에 도구가 발견됐다. 그 시기는 기원전 28,000년~25,000년의 것으로 연대가 밝혀지면서 가장 이른 네안데르탈인의 흔적임이 밝혀지고 네안데르탈인의 생존 시기 또한 늘어나게 됐다. 이 시기의 유적은 네안데르탈인과 현인류가 공존하였던 시기도 늘어남을 의미한다. 카탈루냐에 있는 라르브레다 동굴에는 오리냐크식 동굴 벽화가 그려져 있을 뿐 아니라 초기 네안데르탈인의 흔적도 잔존한다. 비교적 최근에 발견된 자료를 토대로 일부 학계에서는 네안다르탈인이 중부 유럽에서 축출되면서 그 피난처를 찾아 이베리아반도로 들어온 것이라고 추측하고 있다.

## 후기 구석기 시대

### 후기 구석기 시대 초반
샤텔페로니안 문화는 네안데르탈인과 연관되어 있었으며 카탈루냐와 칸타브리아 지방 및 프랑스 남서부에서 나타났다. 오리냐크 문화는 호모 사피엔스의 것으로 과거 시기의 문화를 상당 부분 계승하였다.
- 고 오리냐크인: 칸타브리아 지방의 모린, 엘 펜도 동굴에서 발견되며 샤텔페로니안 문화와 연관성이 있다. 탄소-14 (14C) 연대추정을 통해 이는 상대적으로 늦은 것으로 밝혀졌다.(28,500 BP) 그러나 엘 펜도 동굴의 경우 거주 시기 자체가 더 이른 것이므로 샤텔페로니안 문화보다는 시기가 앞서 있다.
- 오리냐크인: 모린, 엘 펜도, 카스티요 동굴과 바스크 지방, 카탈루냐 지방에서 나타난다. 탄소방사성 검사를 통해32,425 and 29,515 BP로 나타났다.
- 진화한 오리냐크인: 칸타브리아 지방과 아스투리아스 지방, 카탈루냐 지방
- 후기 오리냐크인: 칸타브리아 지방(엘 펜도)

에브로 남쪽에 있는 지중해 연안에서 오리냐크 문화의 유물이 산발적으로 발견되었는데 발렌시아 지방과 무르시아 지방, 안달루시아 지방을 비롯해 서쪽 끝으로는 지브롤터에서도 그 흔적이 여러 동굴에서 확인됐다.

### 후기 구석기 시대 중엽

#### 그라베트 문화
그라베트 문화(Gravettian)는 오리냐크 문화의 확장에 따라 나타났지만 북부 칸타브리아 지방에는 그 흔적이 많이 없는 반면 남부 지방에 그 유적이 많이 나타나고 있다.
프랑코-칸타브리아 지방에서 그라베트 문화 유적은 후기 진화 양식을 띠었으며 오리냐크식 문화 양식을 상당 부분 포함했다. 주요 지역은 바스크 지방의 레제트시키, 보린코바, 칸타ㅡ리아의 모린, 엘 펜도, 엘 카스틸로, 아스투라이사 지방의 쿠에토 데 라 미나에서 발견됐다. 고고학적으로 두 시기로 나뉘며 그라베트 문화의 특징은 14C c.20,710BP(A기)와 후기 시대(B기)로 나뉜다.
칸타브리아 그라베트 문화는 당시 프랑스에서 나타난 페리고르디아 문화와 연관되어 있으며 고고학적 흐름에서는 마침내 사라져 오리냐크 문화의 부흥이 적어도 엘 펜도 동굴에서 나타난다. 보통 지중해 지역과 대조를 이루며 이는 다른 인종이 유입되어 식민지화가 진행되었음을 의미한다고 볼 수도 있다.
지중해 지역에서 그라베트 문명은 상대적으로 늦게 시작했다. 그럼에도 불구하고 남동부는 문화가 중점적으로 발달했으며 발렌지아 지방의 파르팔로, 바랑크 블랑, 메라베예, 코바 델 솔, 라트야 델 무솔, 베네이토 등에서는 그 유물이 많이 발견됐다. 무르시아와 안달루시아 등지에 분포하는 동굴에서도 발견된 바 있다.
최초로 근대 인류와 같은 맥락의 부류가 이 지역에 유입되어 기존 세력을 복속했다는 일련의 증거는 이러한 문화적 흐름에서밖에 찾을 수가 없다. 그라베트 문명의 요소는 만사나레스 계곡과 살레마스 동굴 등지에서도 나타나며 이들은 좀 더 늦은 시기의 양상을 보여준다.

#### 솔류트레 문화
솔류트레 문화는 도르도뉴 지방과, 발렌시아의 라스 마야에테스 지역에서 가장 초기의 흔적이 나타나며 탄소측정법에 따라 그 시기는 기원전 21,710~20,890 정도로 각기 추정된다. 이베리아반도에서는 그 시기가 약간 달리 나뉜다.
이베리아반도(또는 지중해 연안)에서 나타난 인종은 파르파요와 라스 마야에테스 지역에서 나타난 것을 토대로 밝혀졌으며 그레바트 문명의 다수 요소를 포함하나 그 특징에 있어 이를 "그레바트식 솔류트레"라고 별칭하였다. 고고학에서 보는 그 연대는 다음과 같다:
- 초기 솔류트레인
- 중기 혹은 솔류트레인, 기원전 20,180년
- 마지막 최대 빙하기의 징후가 나타남
- 후기 또는 진화한 솔류트레인 : 뼈도구와 바늘 등이 제작됨

위에서 언급된 두 동굴과 다른 동굴들은 솔류트레 문화의 영향이 지엽적으로 나타나며 그레바트 문명의 융합이 나타난 것으로 보여 이를 두고 "그레바트-솔류트레"라고 별칭한다.
솔류트레인은 무르시아 지방과 지중해 연안의 안달루시아, 타구스 분지(포르투갈) 등에서 나타나며 포르투갈 영토 내의 발굴 결과에는 그레바트 문명의 흔적이 발견되지 않는다.
칸타브리아의 아종은 아스투리아스와 바스코-칸타브리아 지방과 확연히 다른 두 가지 특징이 있다. 가장 오래된 유적은 아스투리아스의 것으로 최초의 시기에 대한 확증적인 근거는 없으나 중기 솔류트레인이 이 지역과 근처에서 태동해 후기 솔류트레인 문명으로 발전했음을 알려준다. 독특한 지역의 특징이 나타나며 그 연대는 기원전20,970~19,000로 보인다.
바스코-칸타브리아 지역은 반대로 그레바트 문명의 흔적이 지속적으로 나타나며 전형적인 솔류트레의 모습은 소수에 불과하다. 뼈를 다듬어 만든 무기 등과 같은 마들렌기(구석기 시대 최후)를 앞선 형태도 이미 나타나고 있었다. 가장 중요한 흔적은 알타미라 동굴과 모린, 추핀, 살리트레, 에르미티아, 아스투사 등이다.
북부 카탈루냐에 있는 히 히로나 지방에는 중기보다는 후기에 가까운 솔류트레인의 흔적인 나타난다. 그 증거는 미약하다. 프랑스계 피레네인과 그 흐름이 유사하다.

### 후기 구석기 시대 말엽
이 시기 지중해 지역에서는 여전히 그라베트 문화가 주류를 이뤘지만 대개 마들렌 문화 혹은 마들렌기로 칭한다.
프랑코-칸타브리아 지역에서 초기 마들렌 시기는 두 다른 인종을 보여준다. "카스티요인"은 솔류트레인의 마지막 계통에 해당되며 "라스카뇨인"은 일반 토양에서 발굴될 경우 대부분을 차지하는 주류이다.
두 번째 시기, 즉 진보한 마들렌기 전반에도 두 부류가 나뉘지만 이 때에는 지역에 따라 구분한다. 아스투리아스와 칸타브리아 지방은 "El Juyo facies"(엘 후요 종)으로 칭하고 바스크 지방 종은 바스크 지방에서만 나타난다.
초기 마들렌기의 시기는 아주 상이하게 나타난다. 라스카뇨 동굴(라스카뇨 종)에서 발견된 것은 기원전 16,433이며 같은 동굴에서 나타난 엘 후요 종은 15,988~15,179년이다. 알타미라 동굴의 경우 기원전 15,000년 정도다. 바스크 지방에서 나타나는 종은 그 시기가 기원전 15,800년이다.
마들렌기 중기의 흔적은 그 흔적이 널리 발견되지는 않았다. 후기 마들렌기는 프랑스 남부와 깊이 관련되어 있으며 고래를 잡은 작살이 나타난 것이 한 특징이다. A와 B 두 부류로 나뉘며 지리학적으로는 두 종이 혼재했다. A부류는 기원전 15,400-13,870년이며 바스크 지방에서는 나타나지 않았고 B종은 12,869-12,282년에 나타난 것으로 아스투리아스 지방에서만 드물게 나타난다.
포르투갈에서는 마들렌 후기의 유물이 리스본 북쪽 카사 데 모라에서 발견됐다. 후기 시대 하에서 중엽으로 넘어가는 과도기의 시점을 보여주는 유물로는 살라망카 지방의 라 데에사(La Dehesa)이며 칸타브리아 지방과 그 연관성이 뚜렷하다.
카탈루냐 지방의 흔적은 현재 프랑스 영토에서 나타난 문화와 그 유사성이 높으며 적어도 후기에는 그랬다. 대신 나머지 지역은 각 지역에 따른 특성이 나타나 후기에 들어서는 분화되어 나타난다.(Parpallense)

### 구석기 시대의 예술

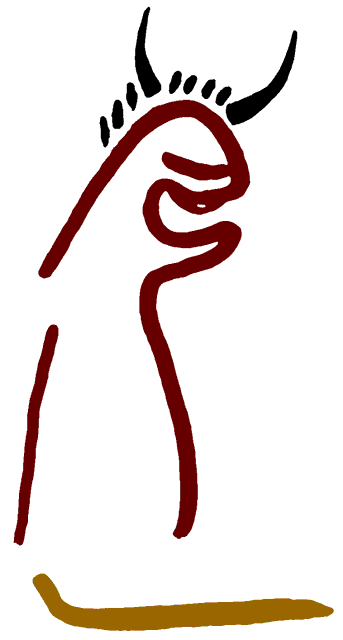
스페인 칸타브리아에 있는 라 파시에가 동굴의 초기 벽화

프랑스와 함께 이베리아반도는 구석기 벽화가 발견되는 주요 장소이다. 예술적 특성이 두루 나타나며 북부 칸타브리아 지역에서는 가장 초기의 오리냐크식 예술 양식이 등장하지만 그 수는 빈약하다.
이러한 벽화의 특징은 솔류트레 시기에 그 수가 늘어난 데 있으며 처음으로 동물들이 그려졌다. 하지만 그 관습이 널리 퍼져 정착한 것은 마들렌문화 시기로 이 시기의 벽화 또한 수는 적다.
대표적으로 수소, 말, 사슴, 황소, 사슴, 순록, 염소, 곰, 매머드, 말코손바닥사슴 등이었으며 색은 황토색이나 검은색이었다. 인간의 형태로 벽화를 그린 것도 있었다.
지중해와 내륙 지역에는 벽화가 흔치 않았지만 솔류트레 시기 이후로는 존재했던 것으로 파악됐다. 실외에 바로 그린 벽화 작품도 존재하며 포르투갈의 코아 계곡에 나타난 선사시대 유적과 스페인 칸타브리아 지방(로스 카사레스, 치마치아스, 쿠에바 데 라 파시에가)에서 대체로 많이 발견됐다.

### 고고유전학

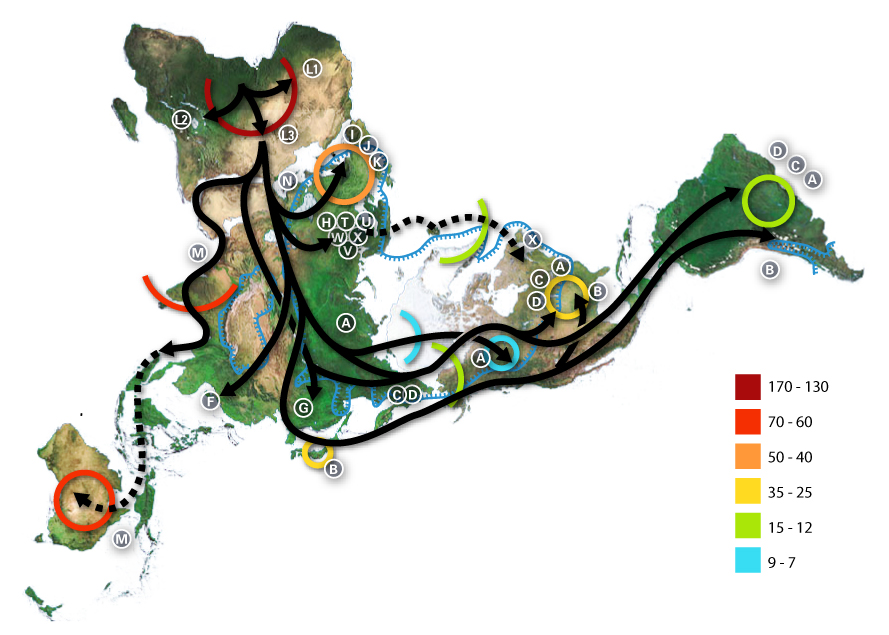
인류 이동을 그린 세계지도

기원전 4만 년 경 유럽에 처음으로 유입된 대량의 인구는 유목민으로 사냥을 즐겨 했다. 최후 빙하기가 그 최고조에 오르자 이들은 남부 유럽으로 피난처를 찾았고 이베리아도 그 대표적인 지역 중 하나였다.
기원전 32,000~21,000년에는 오리냐크 문화가 유럽 전역을 지배했고 기원전 3만 년이 되자 새로운 흐름의 인종이 남부 프랑스를 거쳐 이베리아반도에 등장했다. 이에 따라 기원전 28,000년 경에는 그라베트 문화가 오리냐크 문화를 계승하게 된다.
하플로그룹 R1b는 포르투갈과 스페인 사람들에게 널리 나타나는 유전 인자이며 이는 최소 18,500년 이전부터 발달해온 것으로 그 뿌리는 남아시아와 밀접한 관계에 있는 것으로 밝혀진 바 있다.

## 구석기 말기(아구석기)
기원전 만 년을 전후로 하여 아간빙기가 나타났으며 이를 알레뢰드 변동(Allerød Oscillation)이라 부른다. 이 시기에는 최후 빙하기 동안 극심했던 추위가 약해지는 시기로서 기후 변화는 후기 구석기 시대가 끝나고 아구석기 시대가 도래했음을 의미했다.
기후가 온난해지면서 후기 마들렌인은 그 문화와 문명을 발전시키기 시작했다. 주요한 기술 문화 변화는 잔석기를 사용하는 방법과 그 과정에서 나타났다. 돌이나 뼈도구의 크기가 줄었던 것은 다른 문명에서도 찾아볼 수 있는 현상으로 동굴 피난처도 버려져 미술 양식도 그 비중이 줄어들다 후에는 자갈이나 다른 도구에 그림을 새겨 가지고 다녔다.
이는 식단이 바뀌었음을 가리키기도 했으며 시각적으로 메가포나는 사라졌다. 이 시기 사냥 동물도 크기가 작아져 야생 염소나 사슴을 잡아 먹었으며 해산물이 널리 식용으로 쓰였다.

### 아질 문화
중석기 시대의 첫 문명은 아질 문화로서 지중해 연안에서는 미세 잔석기(microlaminar microlithism)로 칭한다. 이 문화는 마들기 문화가 지역에서 진화한 형태로서 중북부 유럽에서 유래하여 조금씩 다르게 나타난다. 프랑코-칸트브리아 지역에서 시작했다 이베리아반도 지중해 연안으로까지 확산됐다.
아질 문화의 흔적이 나타나는 곳은 나바라 지방의 사토야이며 초기 아질 문화 유적은 마들렌기의 것과 구분하기가 난해하다. 그 과도기가 기원전 11,760 정도로 추정된다. 아질 문화가 궤도에 오른 시기는 같은 지역에서 기원전 8,150년으로 후에 기하학적인 형태가 나타나고 토기의 개발이 이뤄지기 전까지 지속된다.
지중해 연안 지역에서는 이와 같은 특성을 모인 문화를 미세 잔석기라 친한다. 이는 뼈를 사용한 프랑코-칸타브리아식 아질 문화와 달랐기 때문이다. 카탈루냐, 발렌시아, 무르시아, 지중해 연안의 안달루시아에서 널리 발견되며 Les Mallaetes에서 파악된 연대는 기원전 10,370년 경이다.

### 기하학적 잔석기
중석기 말기에는 북쪽으로부터 신문화가 유입되기 시작했다. 기하학적 잔석기는 린-다뉴브 강 유역과 관련되어 있었다.
프랑코-칸타브리아 지역에서는 영향력이 적었지만 지중해 연안의 이베리아반도와 포르투갈에서는 그 문화의 발달이 더 뚜렷하게 나타났다. 이를 두 부류로 분류한다:
- 필라도르 부류는 프랑스 중석기 문명과 직결되어 있었으며 에브로 강 북부의 카탈루냐 지방에서 발견된다.\
- 코시나 부류는 더 널리 퍼져 있었으며 말라가 일대에 분포하여 낚시를 통해 대부분의 음식을 섭취했다. 포르투갈에서는 타구스 남쪽 지역으로 기원전 7,350년 즈음이다.[1]

## 신석기

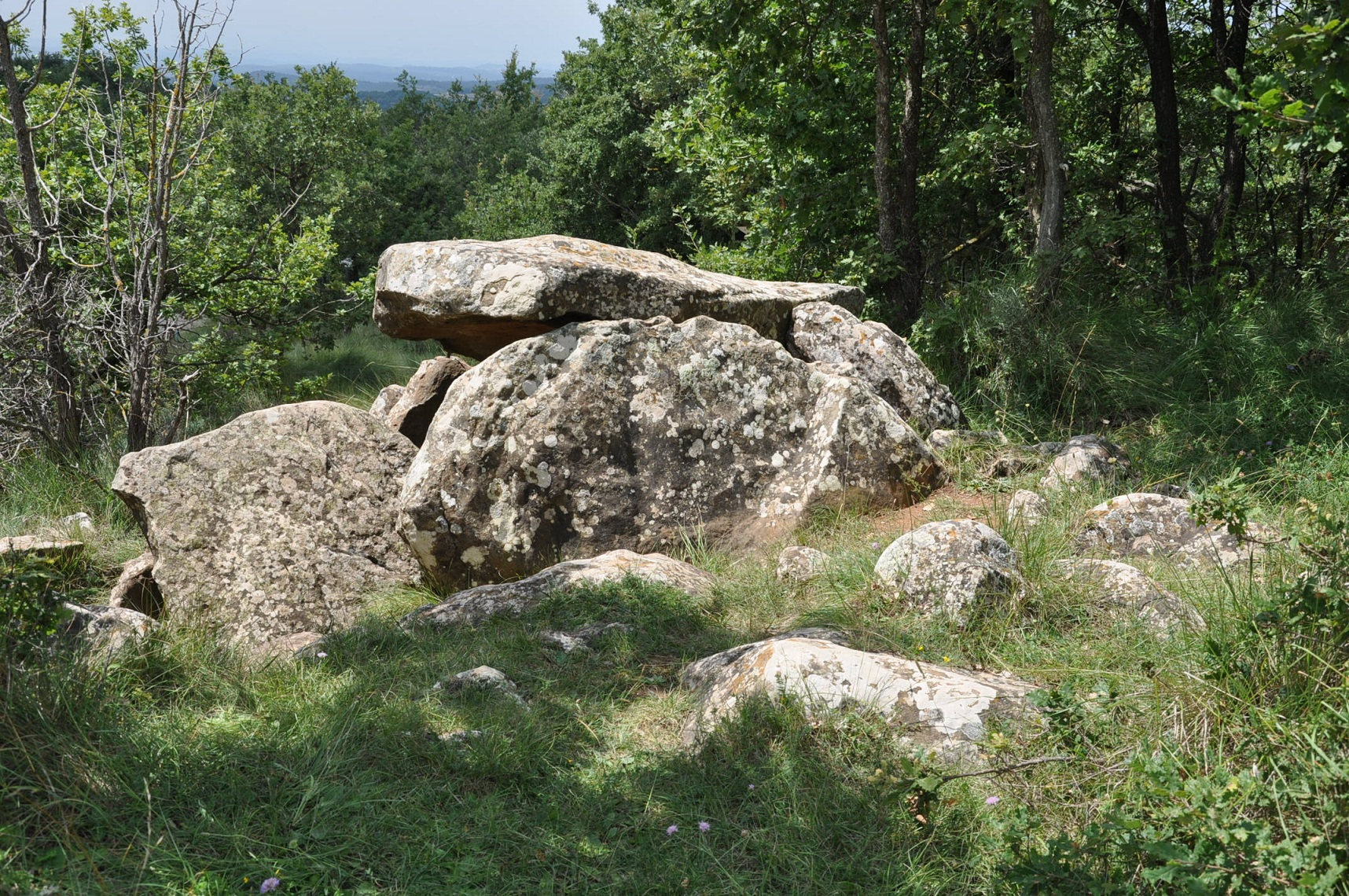
카탈루냐 인근의 고인돌

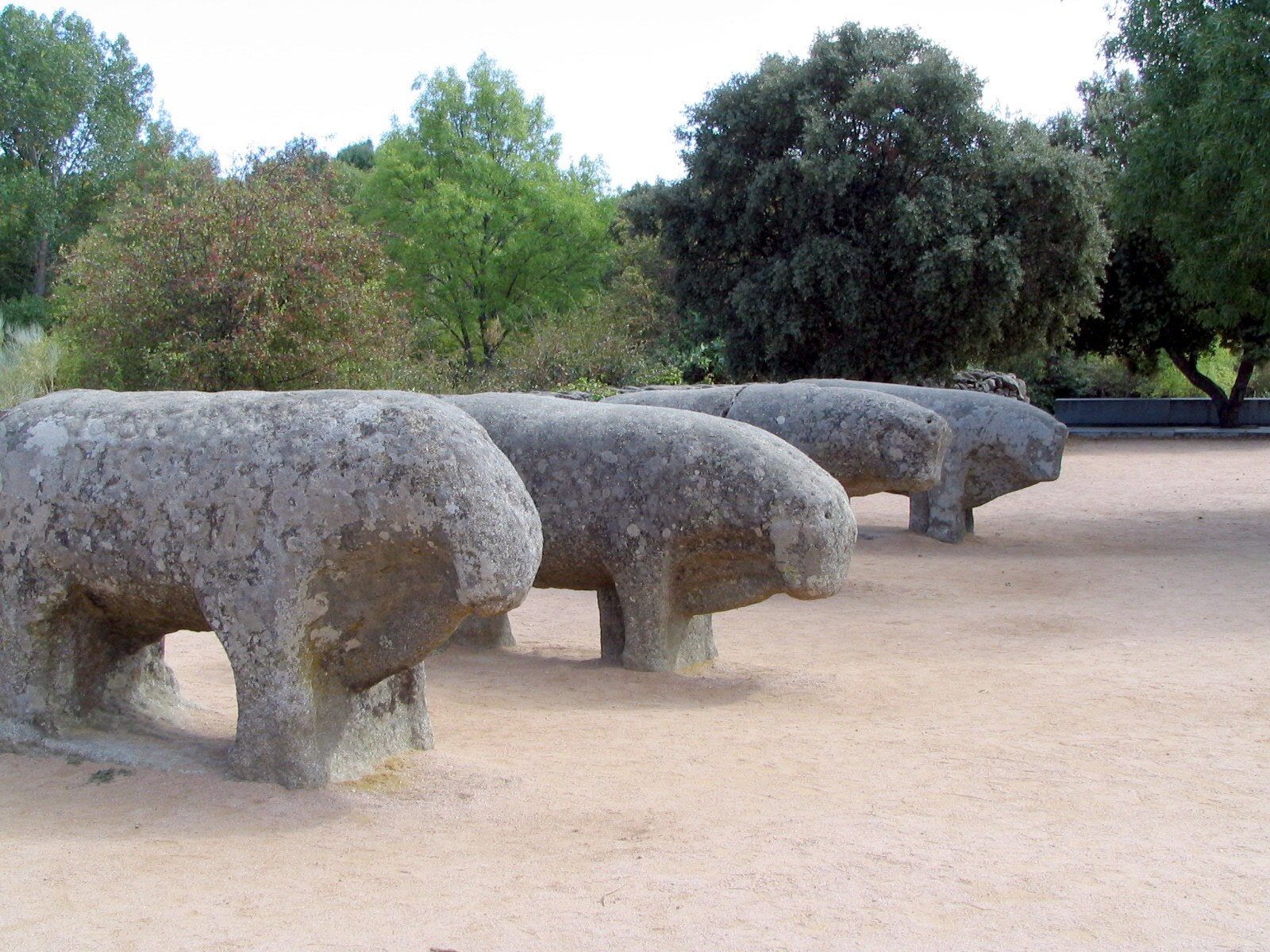
카스티야-레온, 갈리시아, 북부 포르투갈에서 많이 발견되는 거대 비석의 일종인 베라코 - 화강암으로 만들어져 동물 조각이 많이 발견됨

기원전 6000년 경 안달루시아 지방에 처음으로 농경을 시작한 사람들이 생겨난다. 이들의 원류가 북아프리카인지에 대해서는 아직 확실히 밝혀진 바가 없지만 이미 곡물과 콩 등 농경으로 거둘 수 있는 작물을 재배하고 있던 것은 명백하다. 가축을 키웠는가에 관해서는 토끼와 돼지 등일 것으로 추정되지만 야생 동물이 그냥 주변에 있었던 것일 수도 있어서 이에 대한 확증은 미약하다. 다양한 올리브 종자도 섭취했던 것으로 파악되고 있으나 열매가 열린 나무에서 따다 먹은 것인지 아니면 경작을 했는지는 부정확하다. 안달루시아 지역의 신석기는 남부 스페인과 일부 포르투갈 지방에도 널리 영향을 끼친 것으로 파악되고 있으며 머지 않아 기원전 4,800년 경부터는 고인돌이 등장하기 시작한다.
기원전 4,700년에 이르러 지중해 신석기로도 알려진 자기 신석기 문화가 동이베리아로 유입된다. 이 시기의 유물 중 일부는 서부 포르투갈에서 발견되며 카탈루냐, 발렌시아, 에브로 강 협곡, 발레아레스 제도 등지에 분포했다.
내륙과 북부 해안 지역은 당시만 해도 농경이 거의 이뤄지지 않았으며 대다수의 경우 농경 문화 또한 비교적 늦게 도래한 것으로 보인다. 동기 시대에 이르러서야 시작된다.

## 동기 시대

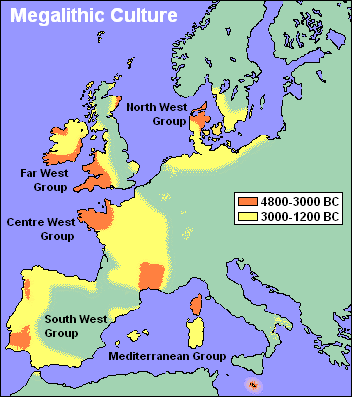
유럽 거석 문화의 흐름을 나타낸 지도

동기 시대는 금속 공학의 가장 초기 단계로 볼 수 있다. 구리, 은, 금이 사용되기 시작했고 대부분 연강도의 금속이긴 했지만 많은 목적으로 석기를 대신하게 되었다. 사회 계층이 나뉘는 한편 이베리아반도의 경우 농경이 이뤄지고 물물 교환이 널리 발달하면서 발트 해와 아프리카까지도 이어지게 된다.
이베리아반도의 동기 시대는 그 연대가 기원전 3,000년 정도로 파악된다. 이후 몇 세기 동안 남부에는 금속을 이용한 여러 도구와 특별히 의제나 제식을 위한 장신구가 널리 발달했다. 게다가 교환 물물이 더욱 발달했단 증거는 발트해 원산의 호박이나 상아, 타조알도 발견되었다는 사실은 북아프리카에서 물물교환이 이뤄졌음을 상기한다.
거석 문화가 널리 발달하면서 매장 문화도 집합적으로 나타난다. 초기 동기 시대와 이러한 문화 현상 하에서 토테미즘의 현상이 나타나 남부 이베리아반도에 널리 나타난다. 대서양 연안 유럽 대륙에서도 나타나며 대조적으로 내륙과 지중해 지역에서는 이러한 현상이 상대적으로 부재했다.
이에 더해 둥근 원형으로 된 분묘 혹은 인공으로 만든 동굴식 분묘가 널리 나타나며 이러한 무덤의 형태는 농경 등 문화가 발단한 남부 이베리아반도(타구스-알메리아 주), 남동 프랑스에서 나타난다.
기원전 2,600년 경 도시와 같이 집단으로 모여 사는 형태가 나타나며 남부에 그 세가 확장한다. 남동부 스페인의 로스 미야레스와 포르투갈 빌라 노바 지역도 문명에 해당하지만 그에 대한 실증적인 증거가 부족하다.

## 청동기

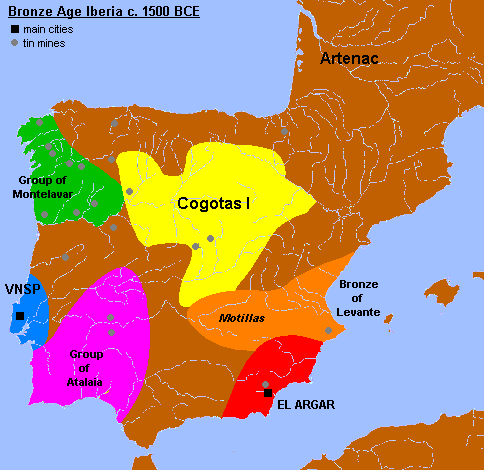
Map of Iberian Middle Bronze Age c. 1500 BC, showing the main cultures, the two main cities and the location of strategic tin mines

### 초기 청동기
청동기 문명의 중심은 남동쪽 부분으로 기원전 1,800년 경이었다. 로스 미야레스 지역의 문명은 북쪽으로 부락을 옮겨 엘 아르가르에서 시작되었으며 문명의 특징 자체가 계속된 것은 아니어서 청동기와 날을 세운 청동제 도구들이 나타나기 시작했고 영토가 확장되기 시작한다. 엘 아르가르에서 살았던 아르가리안인들은 성곽을 쌓은 마을이나 도시에서 살았다.
이들을 중심으로 다른 지역으로 퍼져나갔다:
- 레반테 청동문화: 발렌시아 지방에서 구성된 촌락은 더 작았으며 엘 아르가르와 연관성이 높았다.
- 남서 이베리아 청동문화: 남부 포르투갈과 남서부 스페인.
- 코고타스 1세 문화(코고타스 2세는 철기 문화) : 평지에서 목축민이 목축을 했으며 문화적으로는 최초로 이러한 현상이 통합되어 나타난다. 대표적인 유물로는 troncoconic 자기가 나타난다.

빌라 노바 지역의 일부 문명은 청동기 무기의 전파에서 밀려나 있었으며 이전의 문물과 동일하게 몇 세기가 지속됐다.

### 중기 청동기
과거 시대가 지속되는 경향이 주로 나타난다. 가장 극명하게 나타난 변화는 엘 아르가르 문명에서 나타났으며 에게 문명에서 피토스에 매장을 하던 관습이 전래됐다. 이 시기는 엘 아르가르 B문명으로 기원전 1500년부터 시작됐다.
북서 갈리시아 지방과 포르투갈 북부에서는 주석이 대량으로 매량되어 있어 청동제를 생산하는 데 아주 유용하다. 탄광에도 주요한 재질이기 때문에 이를 잘 이용만 한다면 청동 기술을 확보할 수 있었고 이를 토대로 청동제 도끼가 나타난다.
라 만차 지역의 반건조 지대는 산악 요새인 모티야스에 요새 성곽 주변을 지어 식민지화했음을 나타나는 초기 흔적이 남아 있다. 이 흔적들은 레반테 문화와 관련되어 있어 이 시대의 청동 문화와 연관성이 짙다.

### 후기 청동기

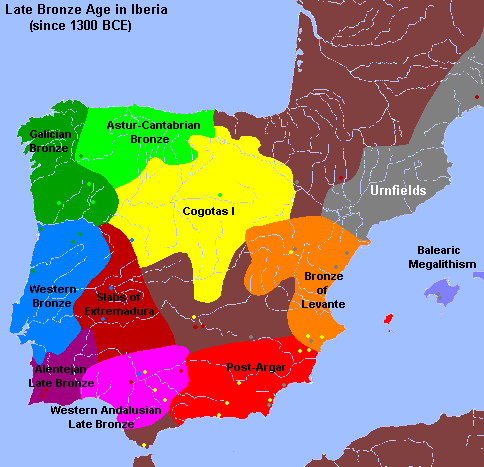
이베리아반도의 후기 청동 시대 기원전 1300년 이후. 점이 찍힌 부분은 주요 문화의 흐름에서 고립되어 있었던 당외 지역을 가리킨다.

기원전 1300년 경부터 특기할 만한 변화가 일어난다.
- 금석 병용 시대 문화였던 빌라 노바가 사라진다. 주요 도시였던 잠부할이 운하로 연결되었는데 이 운하가 미세 퇴적으로 인해 막히면서 일어난 것으로 추정된다.[3] 이에 따라 집단 부락의 번영한 문명은 쇠락하였고 밖에 윤을 낸 자기 유적이 발굴된다.
- 엘 아르가르 문명 또한 사라졌고 오리냐크 문화의 한 요새 도시 중의 일부로 편입된다.
- 모티야스 지역은 버려진다.
- 켈트족의 영향을 받은 언필드 문화(Urnfield culture)가 북동부에 유입되어 모든 카탈루냐를 정복하고 주변 지역을 복속한다.
- 과달키비르강 하협곡 지대에 처음으로 차별화된 문명이 발달하며 윤이 나는 자기가 발견됐다.
- 서이베리아 지역은 주변 지역 뿐 아니라 영국, 프랑스 등지에 존재하던 당시의 문화와 교류한 흔적이 나타나고 있다. 이를 대서양 청동기로 부르기도 한다.[1]

## 철기
이베리아반도의 철기는 할슈타트기와 관련된 문화와 북동지역의 언필드 문화 그리고 페니키아의 식민지를 이루었던 남부 지방 즉, 크게 두 종류의 부류에 초점이 맞춰진다.

### 켈트족의 확장

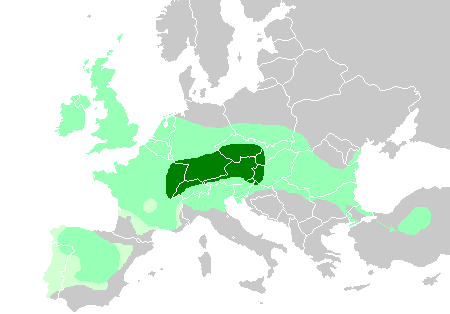
기원전 400년 경 대략적인 켈트족의 영역과 그 확장

기원전 8세기 후반 북동부의 언필드 문화는 철기 문화로 발달하면서 할슈타트기(Hallstatt) 문명의 자양분이 된다. 가장 초기 이 문명의 뼈대는 에브로 강 저협곡에서 발견되며 점차적으로 상류로 올라가면서 현재의 라리오하 지방으로 확대되어 알라바까지 이른 것으로 보인다. 남쪽으로는 카스텔로 지방으로 번졌으나 그 특징이 북부에 비해서는 불명확하게 나타난다. 일부 유물은 이베리아 산맥 지대에서도 발견되며 켈티베리안(Celtiberians)인의 초기에 해당했음을 알려준다.
이 시기 동안 사회 계층의 분화가 더욱 뚜렷하게 나타나 군장과 말을 타는 귀족 계급이 등장한다. 이러한 변화가 중부 유럽에서 나타나 전해 내려왔다고 볼 수 있다.

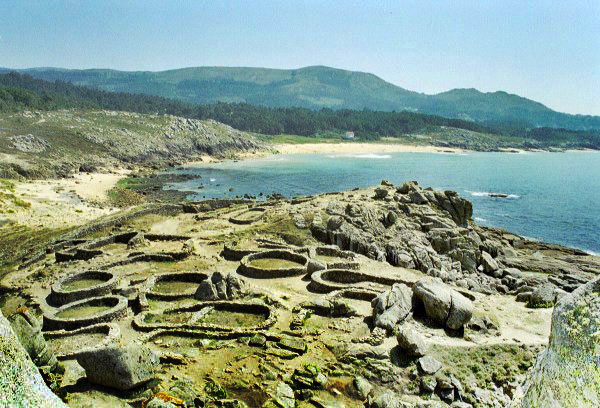
스페인 갈리시아 지방의 카스트로 데 바로냐에 있는 카스트로 마을

이미 차지한 에브로 상류와 이베리아 산맥 지역을 전초기지로 하여 켈트족의 영향력은 고원을 너머 대서양 연안으로까지 넘어갔다. 여러 부족들이 나타난다:
- 베르노리오-미라베체 (북부 부르고스, 팔렌시아 주) - 북부 외곽지대의 사람들에게 영향을 끼침
- 두에로 - 바세이인의 선조로 추정
- 코고타스 2기 문화 - 베토네스인의 선조로 추정되며 소 등의 가축을 길들여 에스트레마두라 지방까지 진출하여 남쪽으로까지 세를 확장했음
- 루시타니아 카스트로스 - 중부 포르투갈 - 루시타니인의 선조
- 북서 카스트로스 문화 - 북부 포르투갈, 갈리시아 지방, 루시타니아인과 많은 관련이 있으나 대서양 청동기 문화의 흔적이 극명하게 나타나 따로 분류됨

모든 인도-유럽계 부족들은 6세기 이후 나타난 빗질 무늬가 새겨진 자기와 무기류 등에서 흡사하다.
기원전 600년 이후 북동부의 언필드 문화는 이베리아인들의 문화로 대체되기 시작하였으며 기원전 4세기에 이르러서야 완성된다.

### 페니키아의 식민도시 건설과 그 영향

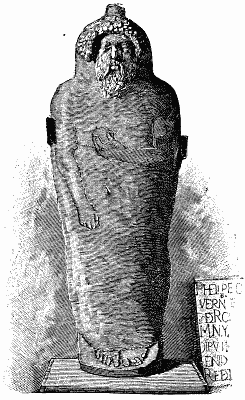
스페인 안달루시아 카디스에서 발견된 페니키아인들의 석관

아시아와 고대 그리스에서 무역으로 번성하던 페니키아인들과 카르타고인이 무역 중개에 대한 세력 확장을 위해 이베리아반도를 식민지화한다. 기원전 10세기 경 페니키아인과 지중해 연안에 살던 이베리아인들이 처음으로 접촉했고 주변 해안가를 중심으로 신생 도시들이 생겨난나 동부로 퍼져간다.
페니키아인은 타르테소스 근처에 가디르(현재의 카디스 근처)라고 하는 식민지를 건설했다. 카디스의 건설은 서유럽에서 가장 오랫동안 주민이 살고 있는 도시 중의 하나가 탄생했음을 의미했으며 기원전 1,104년 정도로 추정된다. 2004년을 기준으로 고고학적 발견은 기원전 9세기 정도로 훨씬 밀려났다. 페니키아인들은 무역 거점으로 카디스를 계속해여 사용했고 여러 유물을 남겼다. 가장 유명한 것이 기원전 4~3세기 정도의 석관 한 쌍이다. 전설과 달리 페니키아인이 현재 타비라 지역에 알가르브라고 하는 서쪽 식민지를 건설했다는 기록은 전하지 않으며 페니키아인들의 영향은 포르투갈 전역에도 나타나며 문화 교류와 상업적 교류도 빈번했다.
기원전 9세기 동안 현 레바논 티레 출신의 페니키아인들이 카르타고의 식민지를 건설했다. 이 시기 동안 페니키아인들은 이베리아반도에도 철기 문화가 본격적으로 유입되어 돌림판과 올리브유, 포도주의 생산도 시작됐다. 이베리아  언어 기록이 시작되어 종교적 영향이 반영도기 시작하고 도시 개발도 시작됐다. 그러나 전설 속에서 페니키아 문명의 기초가 리스본에까지 영향을 끼쳤는가에 대해서는 입증될 만한 증거가 부족하다. 이 시기 리스본은 Olissipona라고 불러 이 지대에 지중해 문화의 영향을 많이 받은 부락촌이 존재했고 가장 초기의 것으로는 기원전 1300년 Alis Ubbo(안전한 항구)라 불리었다.
현재 타비라 지역에는 페니키아류의 영향을 받은 흔적이 강하게 나타나며 기원전 8세기에 나타났다. 페니키아인의 영향을 받은 타비라는 기원전 6세기에 파괴되었다. 페니키아인들이 뿌리내린 식민 도시들이 쇄락하면서 여러 도시들도 버려진다. 기원전 6세기가 되자 카르타고의 식민 도시들이 강성하여 대부분의 과거 식민 도시와 그 주변을 차지하고 영향력을 확대하게 된다.

### 그리스계의 식민지화
현재 마르세유를 그리스인들이 식민지한 것은 기원전 8세기 경 동부 해안을 따라 이베리안인들과 무역을 하기 시작하고부터다. 그리스인들은 엠퓨리스(Empúries)에 기원전 6세기경 식민지를 건설했다. 이 지역은 현재 카탈루냐 동부 해안이다. 지브롤터 해협 서쪽으로는 그리스인들의 영향력이 전혀 발견되지 않았으며 교류를 했다는 흔적만이 남아있다. 오디세우스에 의해 현재의 리스본에 Olissipo라고 하는 고대 그리스 식민지가 건설되었다는 전설에는 신빙성이 없는 것이다.

### 타르테소스 문명
Tartessian라는 명칭은 인류학과 언어학에서 꼭 타르테소스 시를 의미하는 것은 아니지만 선사 시대에 그 주변에 있었을 것이라 추측되기에 간단히 이 명칭을 적용하여 부른다.
타르테소-동방문화는 남부 이베리아에서 발달하였으며 동방의 영향이 짙게 나타나 페니키아식의 요소가 많이 가미됐다. 서부 안달루시아가 그 중심이었지만 동부로도 금세 퍼졌으며 에스트레마두라지방과 무르시아, 발렌시아 지방 일부로도 퍼져 원래의 동방 타르테소 변형체를 기존에 존재하던 청동기 문화야 결합하여 꽃피웠다. 이 지역은 이미 청동기 말엽인 기원전 9-8세기에서부터 청동기 시대 말기에 접어들고 있었다.
타르테소-동방 문화의 전성기는 기원전 720년부터 시작되어 남부 포르투갈까지 뻗쳤고 후에는 루시타니아 문화로 대체된다. 루시타니아 문화에서 가장 결정적 요소는 물레가 도입되기 시작하였고 이를 토대로 급진적으로 질이 향상된 토기들이 생산되기 시작한 때였다. 공방에서는 보석과 직물, 건축 등에 대한 시도도 시작된다. 후기에 들어서는 원형의 오두막이 점차 사각형으로된 완전 건물의 형태로 대체되기 시작하여 탑처럼 생긴 봉분의 형태가 나타난다.
농경은 멍에와 동물을 사용한 쟁기 등의 사용, 철기 도구를 토대로 주요한 진전을 이뤘다. 이 시기에는 양과 염소의 개체수가 줄어들면서 소의 개체수가 크게 늘어났다.
다른 특기할만한 요소는 사회 계층의 분화와 빈부 격차의 심화이다. 매장 형식을 토대로 이를 알 수 있는데 일부 부유계층은 금, 상아 등 호화로운 장식물을 했지만 대다수는 별다른 치장이 없었다. 그 의식에도 차이가 여러 모로 나타났지만 보통 귀족 계층에서는 약실이 있는 형태를 거의 일관적으로 사용했다. 유별나게 화려했던 매장 양식이 나타난 고분은 그 지역의 수장이었거나 장이었다.
이 때 페니키아인을 통해 발달한 것으로 추정되는 기록 문화도 발달되기 시작했다. 최근 존 T. 코치 박사는 타르테스어 비석문을 해석하는 데 성공했으며 이를 토대로 타르테스 문화에서 나타난 이 언어가 고대 켈트어의 형태라는 것이 밝혀졌다. 언어학과 고고학적으로 그 증거는 2010년 출판된 'Celtic from the West'에 설명되어 있다.

### 이베리아 문화

로마 점령 이전 이베리아의 주요 언어 - 비명연구와 지명연구에 따른 연구

이베리아문화에서 이베리아족은 군장과 군장 국가를 이루고 살았다. 이 시기를 고대, 중기, 후기로 구분한다.
그리스계의 영향이 단순히 일부 지역에 머물지 않고 갈수록 확대되면서 타르테스-동방 문화가 남동부 지역에서는 변화하기 시작한다. 이 후기 시기를 이베리아 문화로 칭하며 특별히 그 기질에 있어서는 서안달루시아 지역 등 켈트족에 복속되지 않은 지역이 타르테스 문화와 깊은 연관성을 띠고 있어 이베로-투르테타니아 문화로 불리기도 한다.

헬레니즘의 전파가 그들의 조각에 나타나며 많은 형태의 조각상이 그리스계 문명에서 전래되었다. 이에 따라 오벨리스크와 같은 장례 비석이나 기념물 등이 주석과 같이 기다란 형태를 띠어 그리스 건축과 흡사해졌다.
5세기 중기에 귀족 세력이 성장하게 되고 기존에 존재하던 주거 지역을 버리고 새롭게 건설된 도시가 나타나기 시작한다. 고대 로마식 요새(Oppidum)와 비슷한 형태가 부의 상징이 되고 상업은 귀족의 권력과 힘을 상징하는 수단이 된다. 남서부 지역의 경우 5세기 말-4세기 말에 걸쳐 수직적인 사회가 나타났고 정치적 분화는 아직 나타나지 않은 채 그 권력이 왕이나 지역 군장에게 부여되었다.
이베리아족의 장례 관습은 언피르 문화의 영향으로 화장이 대부분을 이루었으나 그 형식과 관습은 그리스식 영향을 많이 받아 진흙으로 된 벽돌을 사각형으로 약실처럼 만들어 꾸미는 경우도 적지 않았다.
이베리아족의 생활은 도시집중이 특별히 남쪽에서 두드러졌으며 로마인들은 수백개의 요새와 같은 형태가 있다고 적었다. 규모면에 있어서 상당히 크거나 성곽 요새의 형태를 띤 이들 도시에서는 가옥이 블록마다 끊이지 않고 줄지어 나타났다. 이 형태는 언필드 문화의 영향이다.
이베리아 문자는 타르테스어에서 진화하였으며 그리스계의 문자를 받아들였다. 이베로-이오니아 문자에서는 그리스어 문자의 형태가 많이 나타나며 이베리아어에서도 나타났다.
타르테스 문명에서 이베리아 문명이 변화했다는 것은 한 번에 이뤄졌음을 의미하지 않는다. 점진적으로 이뤄진 문화 현상의 이동은 동부에서 먼저 일어나 잏 남서부로 전해졌으며 5세기 이후로는 타르테스 문화의 흔적이 거의 사라진다. 북동부 지방은 언필드 문화가 강성했던 곳으로 이베리아족의 영향이 나타나긴 했지만 이전의 기질이 계속해서 존재하는 요소가 산재했다.

### 로마인의 유입과 포에니 전쟁
기원전 4세기 고대 로마인이 지중해 강대국으로 성장하면서 카르타고와 대적하기 시작한다. 1차 포에니전쟁에서 패배하자 카르타고인들은 이베리아반도를 통해 유럽으로의 세를 확장하려 한다. 2차 포에니 전쟁에서 한니발 장군은 이베리아족을 포함한 병사들을 이끌고 아프리카에서 이베리아를 건너 알프스를 건너 로마를 공격하려 한다. 카르타고는 다시 패하여 이베리아를 잃었다. 로마는 이에 따라 이베리아반도를 포섭하기 시작하고 히스파니아로 불리게 되는 로마 치하의 이베리아반도가 역사 속에 등장한다.

## 참고 문헌
- Alberro, Manuel and Arnold, Bettina (eds.), e-Keltoi: Journal of Interdisciplinary Celtic Studies, Volume 6: The Celts in the Iberian Peninsula, University of Wisconsin - Milwaukee, Center for Celtic Studies, 2005.
- Cerdá, F. Jordá et al., History of Spain 1: Prehistory, Gredos, 1986. ISBN 84-249-1015-X
- Mattoso, José (dir.), História de Portugal. Primeiro Volume: Antes de Portugal, Lisboa, Círculo de Leitores, 1992. (in Portuguese)
- The concept of Atlantic Bronze Age in the framework of 20th century archeological thinking - in Portuguese, English and French 보관됨 2009-03-06 - 웨이백 머신